# کلرو-۵-جانشین آدامانتیل-۱٬۲-دی‌اکستان فسفات
کلرو-۵-جانشین آدامانتیل-۱،۲-دی‌اکستان فسفات (به انگلیسی: Chloro-5-substituted adamantyl-1,2-dioxetane phosphate) یک ترکیب شیمیایی با شناسه پاب‌کم disodium [3-(1-chloro-3'-methoxy-spiro[adamantane-4,4'-dioxetane]-3'-yl)phenyl] phosphate است. 